# Tony de Brum
Tony Anton de Brum, Tony A. deBrum (ur. 26 lutego 1945 na Tuvalu, zm. 22 sierpnia 2017 w Majuro) – marszalski polityk, minister delegowany przy prezydencie, trzykrotnie minister spraw zagranicznych, minister finansów, minister zdrowia i środowiska oraz senator. Laureat Right Livelihood Award.

## Życiorys
Urodził się 26 lutego 1945, na wyspach Tuvalu. Wychowywał się na atolu Likiep, w czasie kiedy Stany Zjednoczone przeprowadziły na Wyspach Marshalla 67 podwodnych prób broni atomowej i termojądrowej. W 1954, łowiąc z dziadkiem ryby, był świadkiem eksplozji Castle Bravo.
Był jednym z pierwszych mieszkańców Wysp Marshalla, który uzyskał wyższe wykształcenie – w 1968 roku ukończył studia na Uniwersytecie Hawajskim. Zaraz po studiach został negocjatorem i odegrał kluczową w rozmowach z rządem USA w sprawie suwerenności Wysp Marshalla, które w 1979 doprowadziły do podpisania układu stowarzyszeniowego, a w 1986 do niepodległości (jako suwerennego państwa stowarzyszonego ze Stanami Zjednoczonymi).
Był współtwórcą konstytucji wyspiarskiego państwa, uchwalonej w 1979 roku, a w latach 1979–1987 jego pierwszym ministrem spraw zagranicznych.
Przez wiele lat był marszalskim parlamentarzystą. W latach 1998–2000 był ministrem finansów, a w latach 2008–2009 ponownie kierował Ministerstwem Spraw Zagranicznych. Był także ministrem zdrowia i środowiska.
Objął funkcję ministra delegowanego przy prezydencie Christopherze Loeaku.
Zajmował się sprawami ograniczenia potencjału broni jądrowej, globalnym ociepleniem, zmianami klimatycznymi i ochroną środowiska. W 2012 został za swoje działania wyróżniony przyznawaną przez Nuclear Age Peace Foundation nagrodą dla wybitnych przywódców dążących do pokoju. W 2013 oficjalnie informował Radę Bezpieczeństwa ONZ o zagrożeniach dla możliwości przetrwania Wysp Marshalla w obliczu problemów wynikających z globalnego ocieplenia. Był głównym inicjatorem deklaracji z Majuro, uznającej zmiany klimatyczne za największe zagrożenie dla państw rejonu Pacyfiku.
W latach 2014–2016 po raz trzeci pełnił obowiązki ministra spraw zagranicznych, w tym czasie złożył do Międzynarodowego Trybunału Sprawiedliwości pozwy przeciwko dziewięciu „państwom atomowym” za nieprzestrzeganie układu o nierozprzestrzenianiu broni jądrowej. Ponadto przeciwko rządowi amerykańskiemu wystosował pozwy w amerykańskich sądach.
W 2015 za swoją działalność związaną z ochroną środowiska i działaniami zapobiegającymi rozprzestrzenianiu się broni jądrowej otrzymał, wraz z mieszkańcami Wysp Marshalla, Right Livelihood Award, zwaną alternatywną Nagrodą Nobla. W 2016 był nominowany do Pokojowej Nagrody Nobla.
Wspólnie z lingwistą Alfredem Capelle był autorem pierwszego słownika marszalsko-angielskiego.
Zmarł 22 sierpnia 2017 w Majuro w wieku siedemdziesięciu dwóch lat.

## Życie prywatne
Był żonaty z Rosalie, mieli dwie córki. W chwili śmierci miał dziesięcioro wnucząt i pięcioro prawnucząt.